# Funktionsabformung

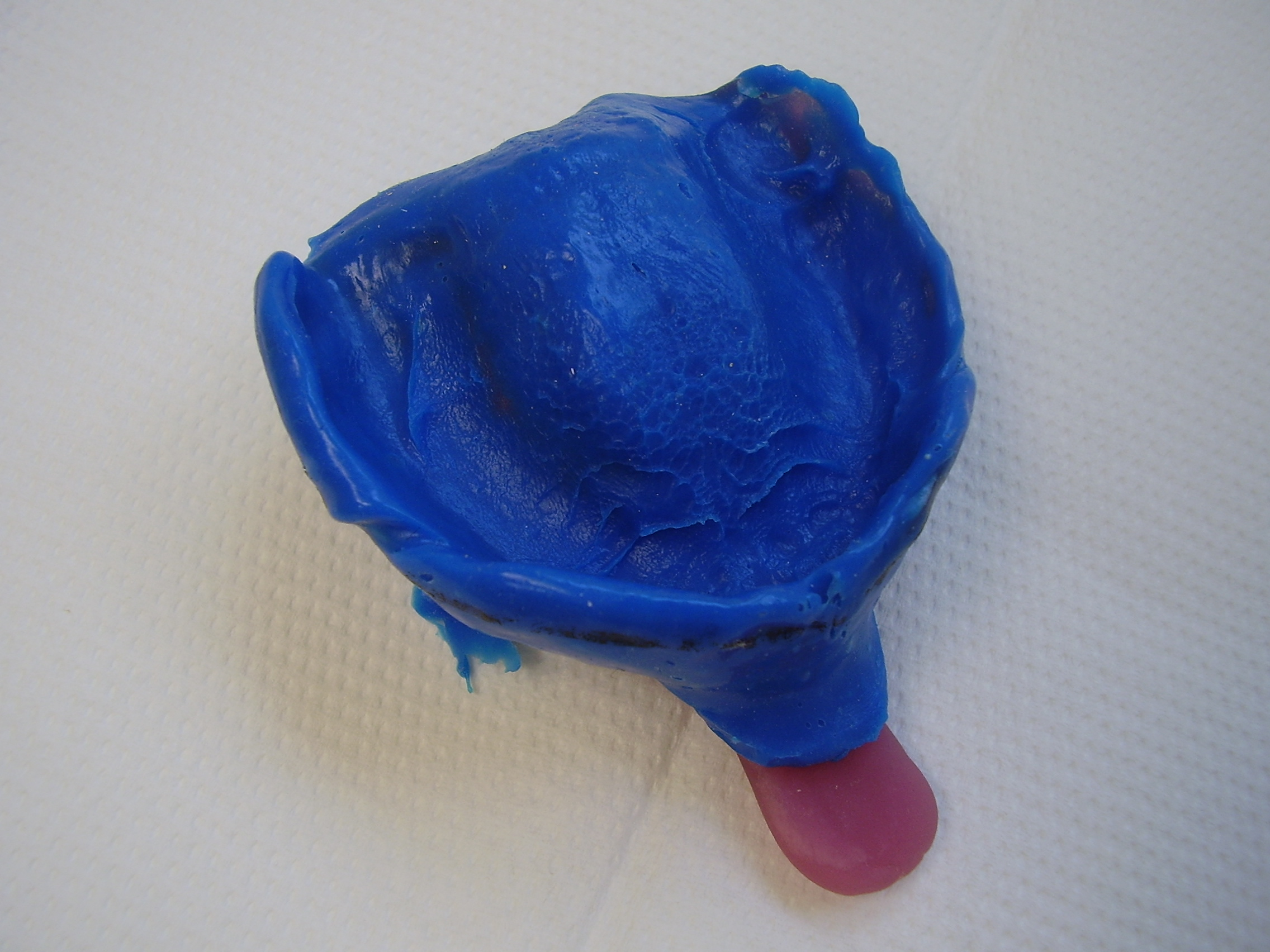
Funktionsabformung eines unbezahnten Oberkiefers mit einem individuellen Abformlöffel

Unter einer Funktionsabformung (Synonym: Funktionsabdruck) versteht man in der Zahnmedizin ein Abformverfahren, mit dem der Kiefer abgeformt und gleichzeitig die Randgestaltung einer Totalprothese vorgegeben wird. Eine Funktionsabformung kann auch bei der Anfertigung von Teleskopprothesen oder Teilprothesen notwendig sein. Die Abformung wird dynamisch vorgenommen, was bedeutet, dass der Patient während des Abformens Bewegungen des Mundes, der Zunge, der Wange, der Lippen, des Gaumensegels und der Gesichtsmuskeln ausführt. Die Abformung wird anschließend mit Gips ausgegossen. Das entstehende Gipsmodell bildet die Arbeitsgrundlage für den Zahntechniker, der die Prothese herstellt.

## Grundlagen
Sind in einem Kiefer alle Zähne verloren gegangen, können die Zähne durch eine Totalprothese ersetzt werden. Eine Totalprothese hält durch Unterdruck und Adhäsionskräfte am Kiefer. Damit ein Saugnapfeffekt entstehen kann, muss der Prothesenrand die Prothese abdichten. Die Weichteile im Mund können die Prothese bei verschiedenen Mund- und Zungenbewegungen lockern oder abhebeln. Die Prothese muss deshalb den diversen Muskelbändern einen Bewegungsspielraum lassen, wie beispielsweise dem Zungenbändchen oder den Lippen- und Wangenbändchen. Ferner würden schmerzhafte Druckstellen entstehen, wenn diese Bänder am Prothesenrand reiben.
Zielsetzung ist deshalb, einerseits die Prothese so großflächig wie möglich zu gestalten, gleichzeitig aber die Bewegungsspielräume nicht einzugrenzen. Der Prothesenrand, sprich Funktionsrand, soll nur wenig in die bewegliche Zone der Umschlagfalte hineinragen. Weil der Prothesenrand die Prothese abdichtet, wird er auch Ventilrand bezeichnet, obwohl er kein Ventil darstellt, sondern gerade keine „Ventilation“ zulassen soll.
Im Unterkiefer wird mit der Funktionsabformung auch der Bewegungsspielraum des Mundbodens berücksichtigt. Der Mundboden hebt und senkt sich im Zusammenspiel mit der Zunge. Die Prothese darf dadurch nicht vom Unterkiefer abgehoben und ausgehebelt werden.

### Sublingualrolle
Im Unterkiefer kann eine Sublingualrolle, eine Verdickung am Innenrand der Prothese, angebracht werden, die sich beidseits bis zu den Prämolaren hinzieht und in dieser Region die Aufgabe des Ventilrands erfüllt.

## Durchführung

### Mukostatische Abformung
In der Regel wird zunächst eine Abformung des Unterkiefers mit einem genormten Standardabdrucklöffel in der passenden Größe genommen. Diese als mukostatische Abformung (auch: anatomischer Abdruck) bezeichnete Abformung wird in Ruhe, das heißt ohne aktive Mundbewegungen des Patienten mit Hilfe eines Konfektionslöffels vorgenommen. Anschließend wird der Abdruck zu einem Gipsmodell ausgegossen. Bei der Abformung werden als Materialgruppen hauptsächlich Alginat und Gips verwendet.
Auf diesem ersten Modell wird ein individueller Abdrucklöffel angefertigt, der möglichst der Ausdehnung der definitiven Prothese nahekommt.

### Mukodynamische Abformung
Es folgt die mukodynamische Abformung (auch Funktionsabdruck), die der Erfassung der Prothesenbasis und der Abformung der Umschlagfalte dient und die intraoralen Band- und Muskelstrukturen wiedergibt. Der individuelle Abdrucklöffel wird zunächst mehrfach im Mund eingepasst. Dazu wird er gegebenenfalls am Rand abgeschliffen oder Stück für Stück beispielsweise mittels thermoplastischem Abformmaterial mit hohem Fließvermögen aufgebaut. Hierzu führt der Patient diverse Bewegungen durch, wie Mund spitzen, Mund öffnen, Saugen, Lachen, Zunge nach links und rechts ausstrecken, Grimassen schneiden und ähnliches. Anschließend wird die eigentliche Abformung durchgeführt. Bei der Abformung kommen als Materialgruppen hauptsächlich Silikon, Polyether, seltener Gips und Alginat zur Anwendung. Während der Abdrucknahme führt der Patient erneut die genannten Bewegungen durch.
Je nach Dicke des Prothesenrandes steht die Schleimhaut in der Umschlagfalte unter Spannung und dichtet dadurch die Prothese ab. Gemäß der Abformung kann nunmehr der äußere und innere Ventilrand (Prothesenrand) durch den Zahntechniker angefertigt werden.

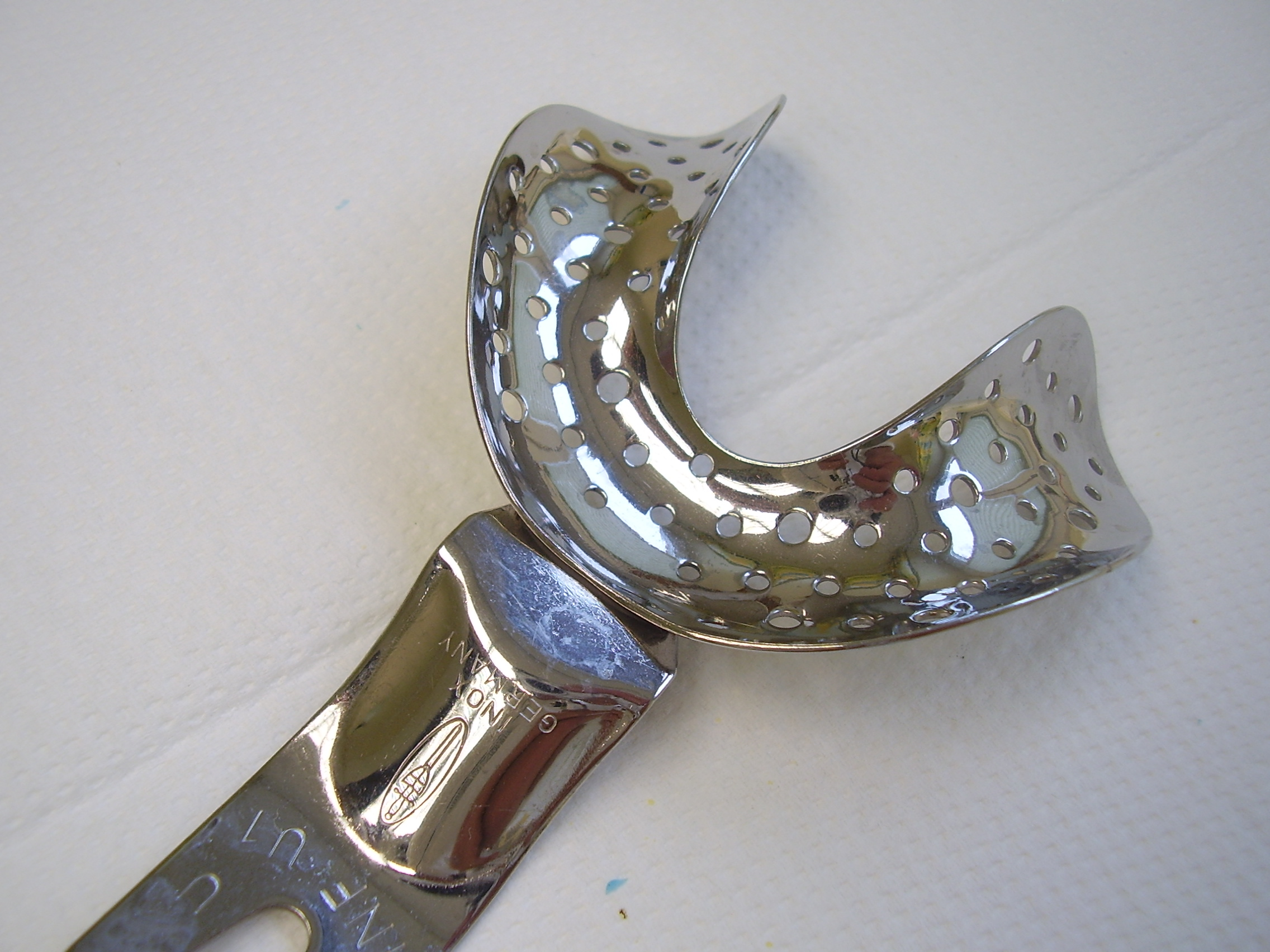
Konfektionierter Abdrucklöffel für das unbezahnte Gebiss, hier: Unterkiefer, nach Ash, Größe 1
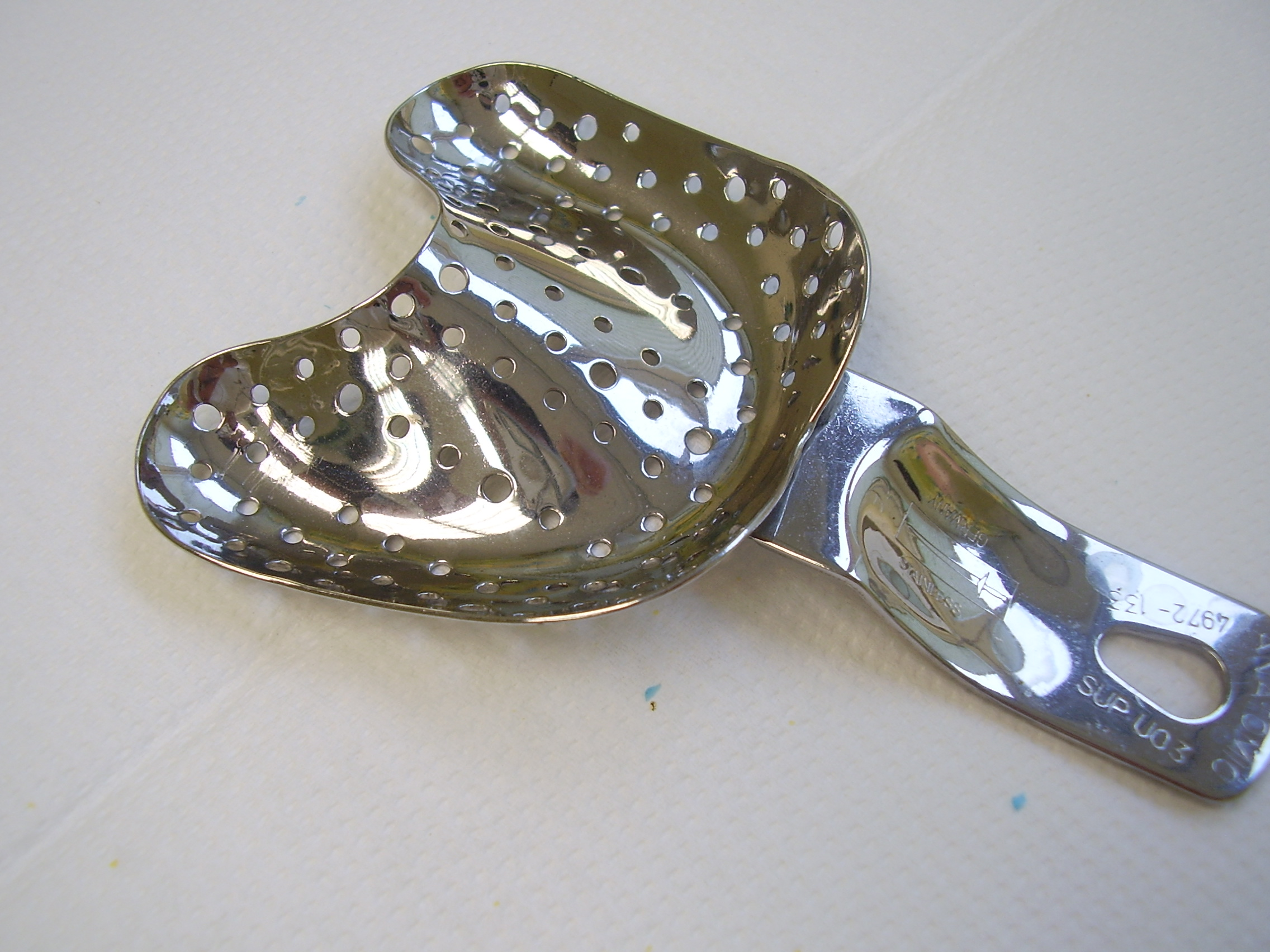
Konfektionierter Abdrucklöffel für das unbezahnte Gebiss, hier: Oberkiefer, nach Ash, Größe 3
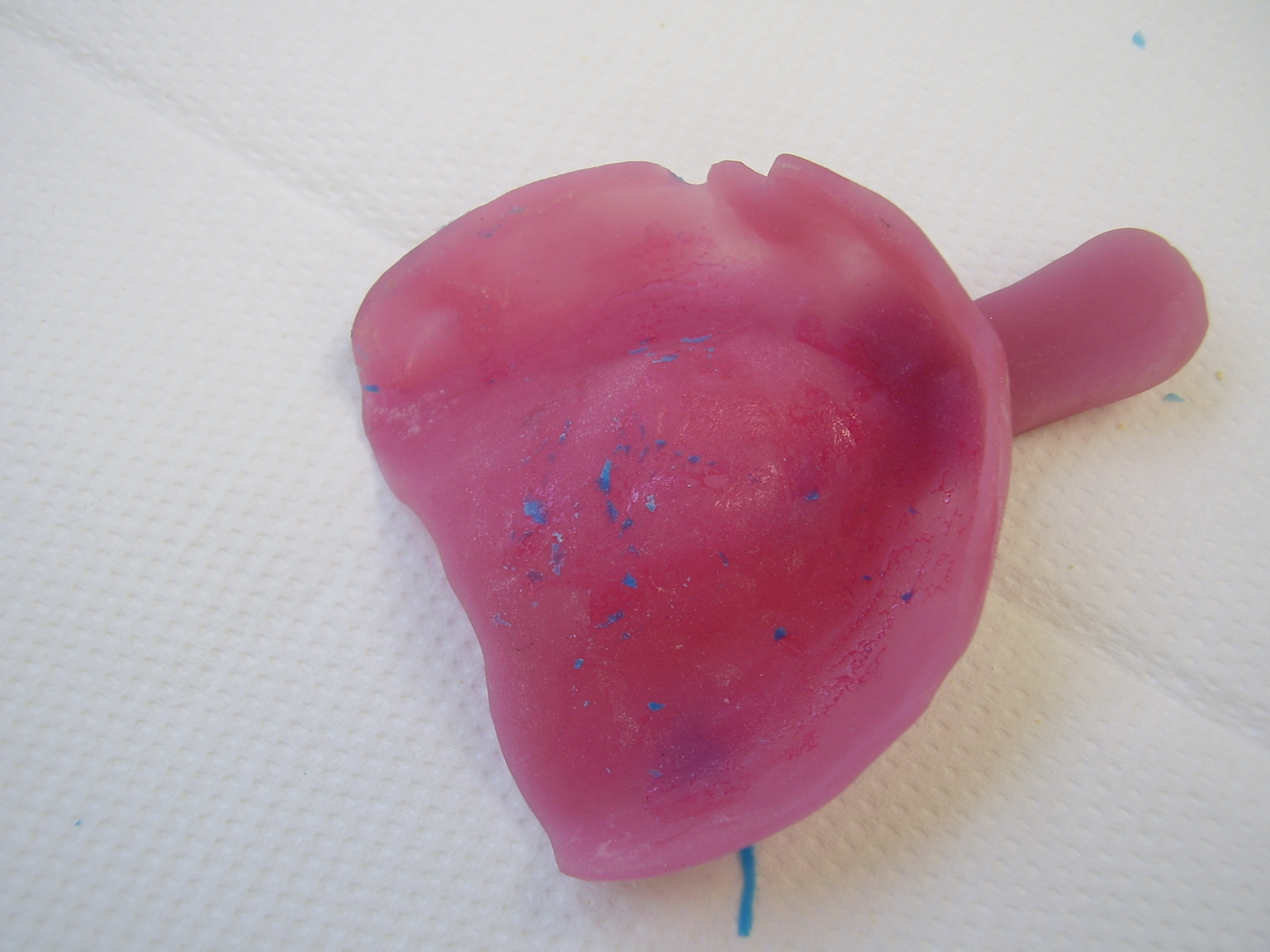
Individueller Abformlöffel für den unbezahnten Oberkiefer
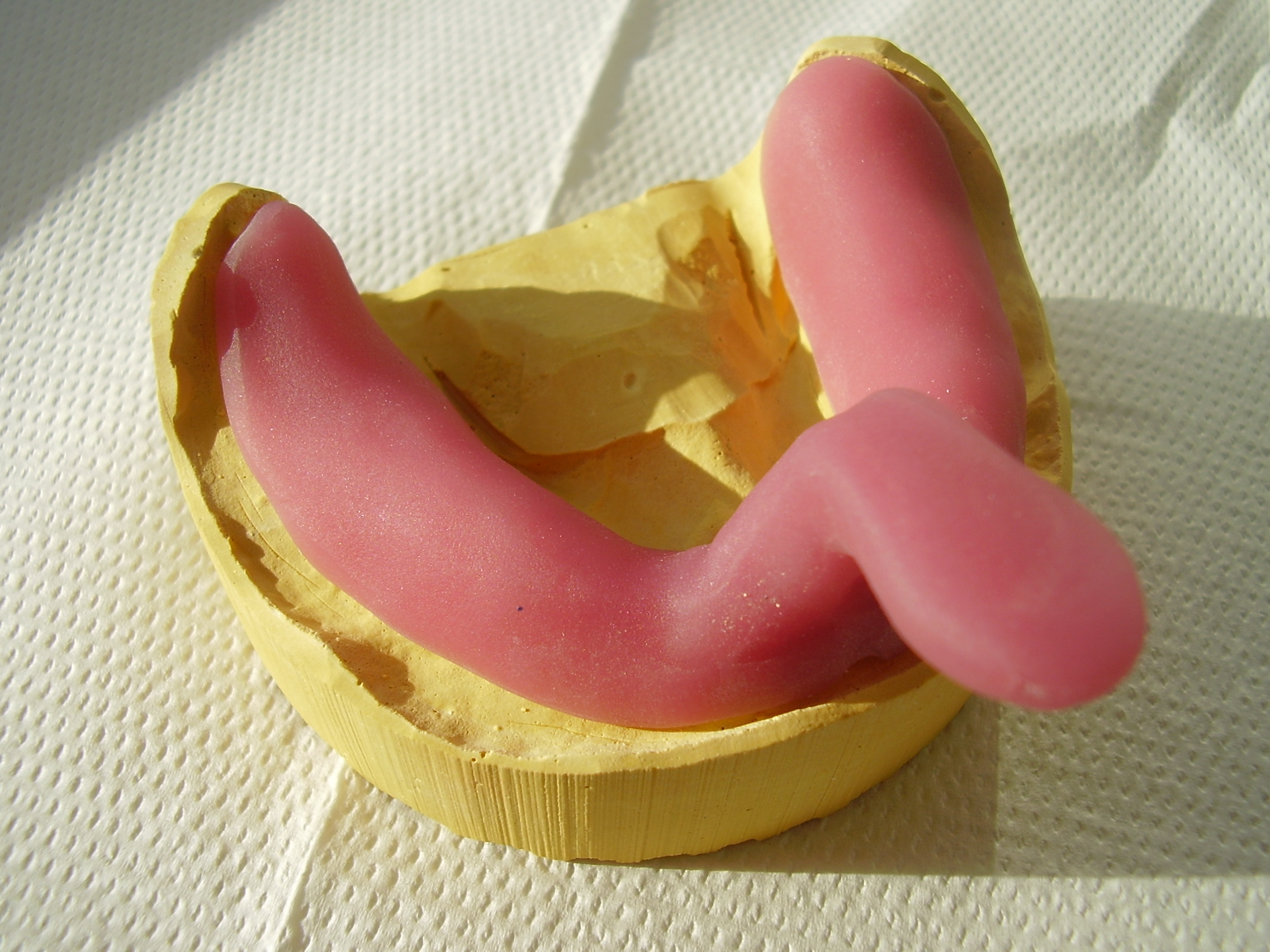
Individueller Abformlöffel für den unbezahnten Unterkiefer
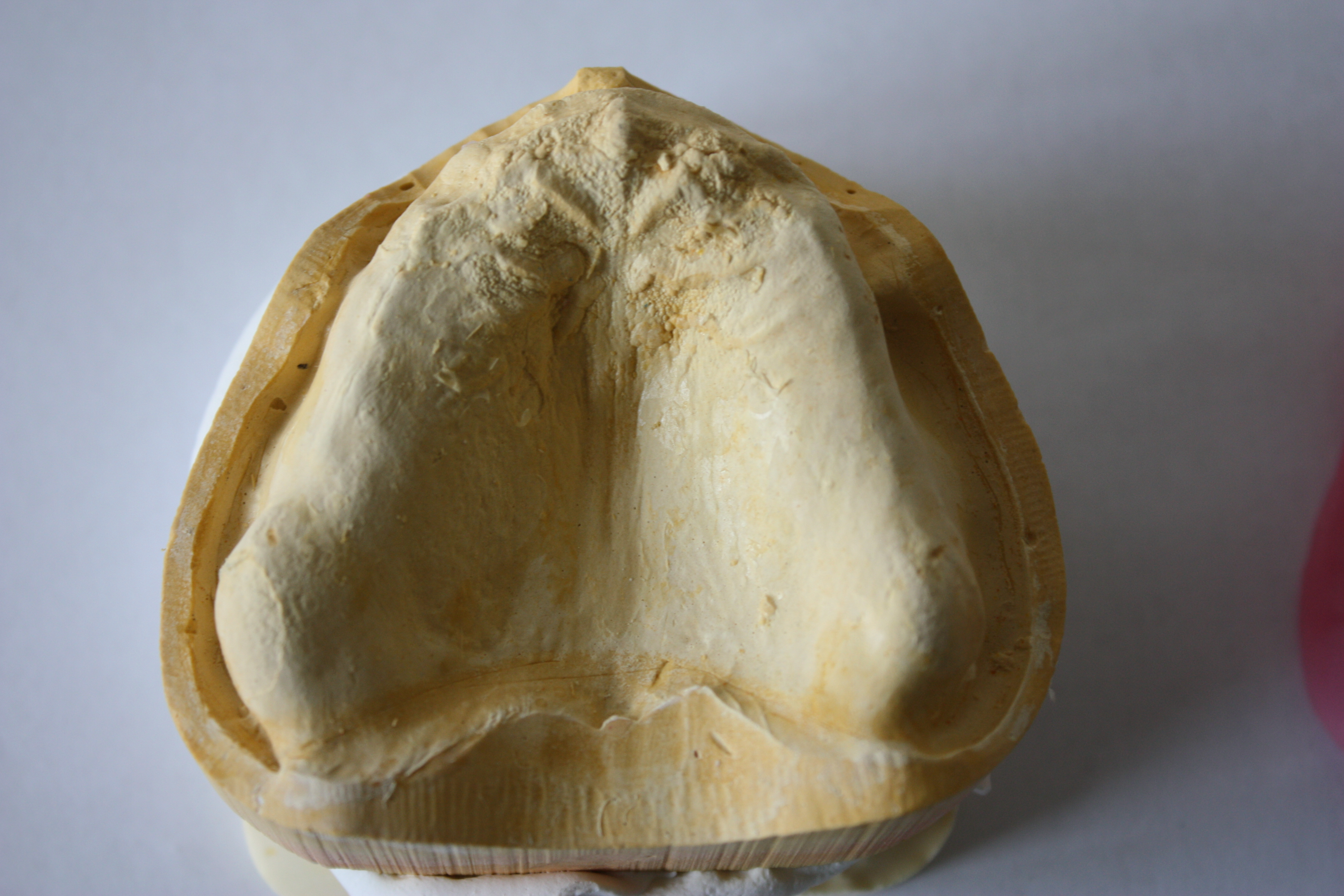
Meistermodell nach Funktionsabformung des Oberkiefers
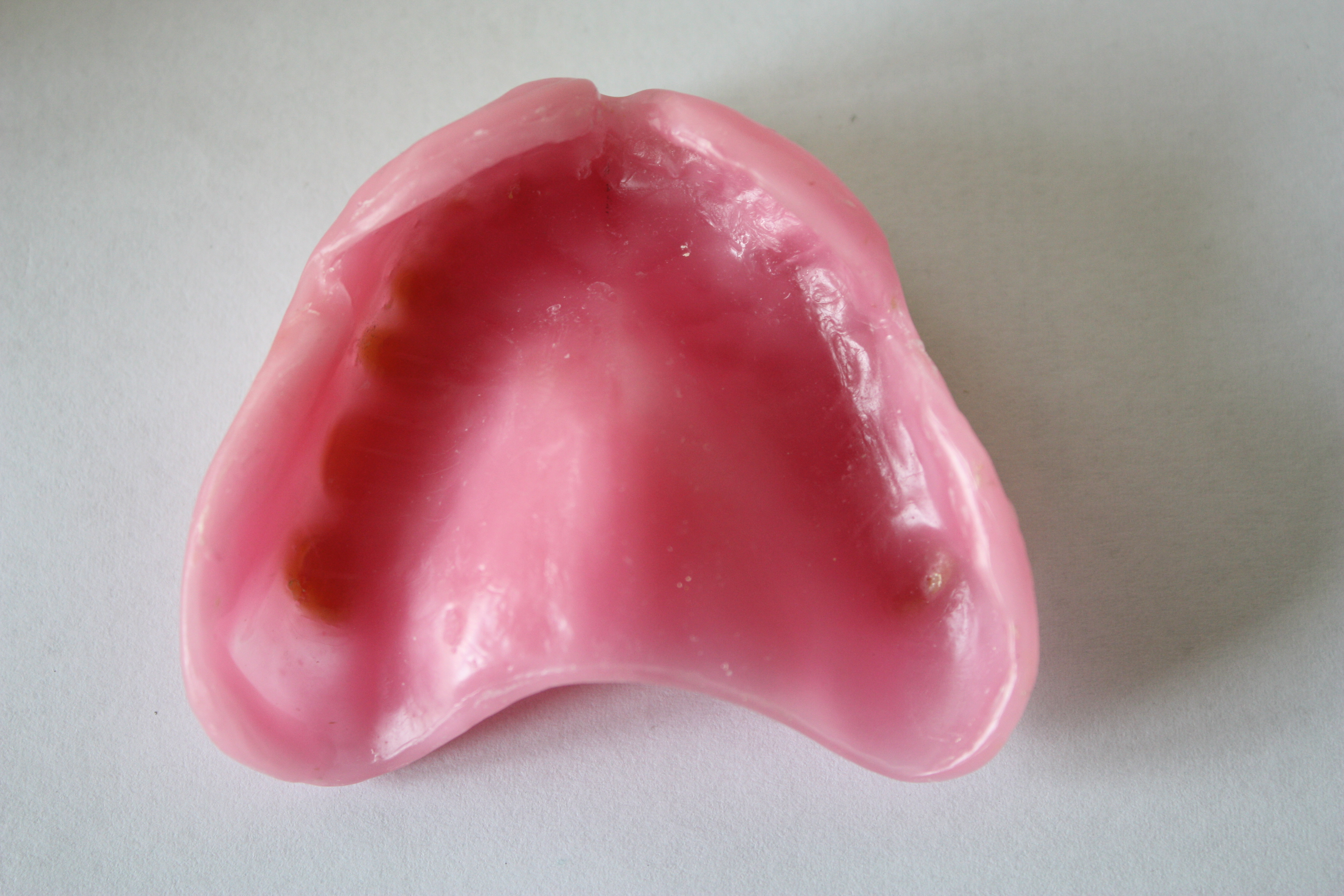
Ansicht der Prothesenbasis. Zur Einprobe zunächst aus Wachs hergestellt.

Die Abformung wird ausgegossen und es entsteht das sogenannte Meistermodell, auf dem die Prothese modelliert und die Zähne angebracht werden.